# Звезда (област Бургас)
Вижте пояснителната страница за други значения на Звезда.
Звезда̀ е село в Югоизточна България, община Руен, област Бургас.

## География
Село Звезда се намира в Източна Стара планина, в югоизточната част на Върбишка планина, около 3 km на север-североизток от село Рупча.
Село Звезда има население от 300 души към 1934 г., 365 – към 1965 г., 97 – към 1975 г. и към 1985 г. е без постоянно население.
Към 2015 г. в селото няма нито една запазена къща. Достъпът до него е по почвен път от село Дюля.

## История
След края на Руско-турската война 1877 – 1878 г., по Берлинския договор селото остава на територията на Източна Румелия. След Съединението, от 1885 г. то се намира в България с името Айваджик. Преименувано е на Звезда през 1934 г.

## Население

### Етнически състав
Преброяване на населението през 2011 г.
Численост и дял на етническите групи според преброяването на населението през 2011 г.:
|                     | Численост |
| Общо                | 0         |
| Българи             | -         |
| Турци               | -         |
| Цигани              | -         |
| Други               | -         |
| Не се самоопределят | -         |
| Неотговорили        | -         |